# Fabian Marti
Fabian Marti, né en 1979 à Fribourg, est un artiste contemporain suisse.

## Biographie
Après avoir suivi ses études entre 2002 et 2006 à la Haute école d'art et de design de Zurich, il travaille à Morat et à Zurich. En 2006, il obtient le prix de l'Atelier Tinguely du canton de Fribourg puis, l'année suivante, il est titulaire d'une bourse de la Fondation Yvonne Lang-Chardonnens de Zurich.

## Expositions

### Personnelles
- 2013 : ARTWORK IS NETWORK, WallRiss, Fribourg
- 2007 : SONO LEGIONE, Galleria Fonti, Naples
- 2007 :  IUS PRIMAE NOCTIS, Coalmine, Volkartstiftung, Winterthur
- 2007 :  APE, MOM, I, Galerie Peter Kilchmann, Zürich

### Collectives
- 2005 : A House in the Middle of the Street, Fri-Art, Fribourg
- 2006 :  Six Feet Under, Musée des Beaux-Arts de Berne
- 2006 : Fabian Marti presents Martin Biafa, avec Valentin Carron, Swiss Institute, New York
- 2008 : Apre mont (curateur Valentin Carron), Centre culturel suisse, Paris

### Publications
- 2006 : Six Feet Under – Autopsie unseres Umgangs mit Toten, Kunstmuseum Bern, Berne
- 2007 : PHOTO ART- Fotografie des 21. Jahrhunderts, Uta Grosenick et Thomas Seelig, DuMont, Cologne